# Coaxusco
Coaxusco är en ort i Mexiko, tillhörande kommunen Ixtapan de la Sal i delstaten Mexiko. Orten hade 358 invånare vid folkräkningen 2010.